# UTM-мітка
UTM-мітка (англ. UTM, Urchin Tracking Module) — спеціалізований параметр в URL, який використовується маркетологами для відстеження рекламних кампаній в мережі Інтернет.
Абревіатура утворена від назви модуля відстеження довідкових переходів американської компанії Urchin, перейменованої в Google Analytics після поглинання корпорацією  Google  та суттєвої переробки.
UTM-мітки технічно реалізовані як параметри запиту до сайту, що передаються в URL після символу знака питання - «?». Вони використовуються для того, щоб ідентифікувати рекламну кампанію, сайт, з якого передається трафік і інші відомості, корисні для маркетологів . Ці параметри залишаються разом з самим URL в журналі вебсервер (наприклад, access.log) і можуть бути оброблені надалі за допомогою будь-якого аналітичного інструменту.
Приклад URL з включеними UTM-мітками (виділені жовтим кольором):
```
 
https://www.example.com/page
?
utm_content=buffercf3b2&utm_medium=social&utm_source=facebook.com&utm_campaign=buffer
```

Більшість інструментів  вебаналітики включають функцію обробки UTM-міток, такі зокрема Google Analytics, Яндекс.Метрика,  Adobe Analytics. Значення параметрів UTM використовуються для формування стандартних або аналітичних звітів, що налаштовуються, які використовуються надалі фахівцями з реклами .
Використовується п'ять різних параметрів (міток) UTM, які можуть бути вказані в будь-якому порядку :
| Параметр     | Призначення | Приклад              |
| ------------ | --- | -------------------- |
| utm_source   | Визначає сайт, з якого відправляється трафік. Обов'язковий параметр | Google               |
| utm_medium   | Ідентифікує рекламну модель. Приклади: посилання cost per click, повідомлення електронної пошти. | cpc                  |
| utm_campaign | Визначає конкретну рекламну кампанію | spring_sale          |
| utm_term     | Ідентифікує ключову фразу з рекламної кампанії, незалежно від того, з якого джерела був клік | running+shoes        |
| utm_content  | Визначає конкретний елемент контенту, на який клікнув користувач перед переходом на сайт - наприклад банерне оголошення або текстове посилання. Цей параметр часто використовується для цілей A/B-тестування та для аналізу результативності контекстної реклами. | logolink or textlink |